# Rafīq Bey al-ʿAzm

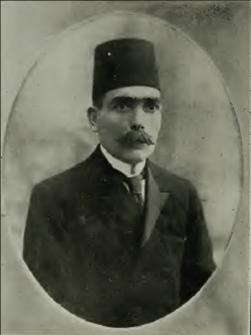
Rafīq Bey al-ʿAzm

Rafīq Bey ibn Mahmūd al-ʿAzm (arabisch رفيق بك بن محمود العظم, DMG Rafīq Bak ibn Maḥmūd al-ʿAẓm geb. 1865 in Damaskus, gest. 30. Juni 1925 in Kairo) war ein syrischer Geschichtsdenker und Politiker, der nach seiner Übersiedlung nach Ägypten (1884) mehrere Werke zur Frühgeschichte des Islams verfasste und an verschiedenen Gesellschaften und Parteien mitwirkte, die auf eine administrative Reform des Osmanischen Reichs hinarbeiteten. Er wird der Nahda-Bewegung zugerechnet.

## Frühe Jahre in Syrien
Rafīq Bey stammte aus der angesehenen Damaszener ʿAzm-Familie. Sein Vater Mahmūd war ein mystischer Dichter und gehörte dem Schādhilīya-Orden an. Auf Wunsch seines Vaters besuchte Rafīq mit neun Jahren zunächst eine griechisch-orthodoxe Schule, in der er neben dem Arabischen auch Französisch lernen sollte. Als sein Vater 1875 starb, nahm ihn sein größerer Bruder Chalīl Bey, der in der osmanischen Armee als Offizier diente, in seine Obhut. Er gab ihn für drei Jahre auf eine staatliche Schule in Damaskus, damit er dort Türkisch und Arabisch lernte. Mit achtzehn Jahren entdeckte Rafīq Bey plötzlich sein Interesse für Geschichte und Philosophie und begann, angeleitet von seinem älteren Bruder, mit intensiven literarischen und historischen Studien und der Abfassung von Gedichten. Außerdem suchte er den Kontakt zu Reform-Gelehrten wie Scheich Tāhir al-Dschazā'irī (st. 1920), Scheich Taufīq ibn Muhammad al-Aiyūbī (st. 1932) und Scheich Muhammad Salīm al-Buchārī (st. 1928).

## Publikationstätigkeit in Ägypten
1884 nahm ihn sein Verwandter Chālid ʿAbdallāh mit nach Ägypten, wo er in Intellektuellenkreisen schnell zu hohem Ansehen gelangte. Nach einem Jahr zog er sich jedoch infolge seines ungesunden Lebensstils (intensives Bücherstudium, wenig Schlaf) ein Nervenleiden zu, das ihn zur Aufgabe seiner Studien zwang. Nach einer kurzen Reise nach Istanbul, wo er mit den liberalen intellektuellen und politischen Kreisen Kontakte knüpfte, kehrte er nach Damaskus zurück, wo er häufig die Lehrsitzungen von Tāhir al-Dschazāʾirī besuchte und auch an den Aktivitäten der „Verfassungsgesellschaft“ (ǧamʿīyat ad-dustūr) teilnahm, die Asʿad Bey, der Chef der lokalen Polizei, gegründet hatte. 1885 kehrte er nach Kairo zurück, wo er seine Schrift „Darlegung über die Zivilisation und die Gründe für den Wohlstand“ (al-Bayān fī t-tamaddun wa-asbāb al-ʿumrān) abfasste, in der er zur Verbreitung von Wissen aufforderte, die Freiheit als Voraussetzung für die Aufnahme neuer Ideen betonte und die Herrschenden zu Reformen aufforderte. Diese Schrift legte er zunächst ʿAbd al-Hādī Nadschā al-Abyārī, dem Hofgeistlichen von Ismail Pascha, und dann dem tunesischen Gelehrten Muhammad Bairam vor, die ihn beide zur Drucklegung ermutigten. Die Schrift wurde schließlich 1886 in Kairo veröffentlicht.
1892 siedelte Rafīq Bey endgültig nach Ägypten über und begann, Artikel für die Zeitung al-Ahram zu schreiben. Versuche, die französische Sprache zu erlernen, scheiterten dagegen. In seinem 1894 veröffentlichten „Traktat zur Darlegung der Art der Verbreitung der Religionen“ verteidigte Rafīq Bey den Islam gegen den Vorwurf, eine Religion des Schwertes zu sein. In der nachfolgenden Zeit entwickelte er intensive Beziehungen zu den Kreisen von Muhammad Abduh und dem nationalistischen Politiker Mustafā Kāmil und veröffentlichte Essays in den neu gegründeten Zeitschriften al-Manār von Raschīd Ridā (ab 1897) und al-Muʾaiyad (ab 1899).
1899 publizierte er das Büchlein „Weisheitslehren für die islamische Jugend“ (ad-Durūs al-ḥikmīya li-n-nāšiʾa al-islāmīya), in dem er die Auffassung vertrat, dass die Rückständigkeit der Muslime nur durch eine Unterweisung in den islamischen Tugenden, insbesondere der „Unabhängigkeit des Geistes und Willens“ (istiqlāl al-ʿaql wa-l-irāda), sowie durch einen „geistigen Zusammenschluss auf Grundlage der Prinzipien der Scharia“ (tauḥīd al-kalima ʿalā mabādiʾ aš-šarīʿa) aufgehoben werden könne. 1900 veröffentlichte er das Buch „Hinwendung der Geister auf die Ziele des gesellschaftlichen Lebens im Islam“ (Tanbīh al-afhām ilā maṭālib al-ḥayāt al-iǧtimāʿīya fī l-islām).
Im Jahre 1901 begann Rafīq Bey die Arbeit an seinem neuen mehrbändigen Geschichtswerk „Die berühmtesten Persönlichkeiten des Islams in Krieg und Politik“ (Ašhar mašāhīr al-islām fī l-ḥarb wa-s-siyāsa), in dem er verschiedene Persönlichkeiten des frühen Islams in einer idealisierenden Weise darstellte und daran geschichtsphilosophische Überlegungen anschloss.  Rafīq Bey vertrat in dem Werk die Auffassung, dass das Kalifat ursprünglich den Charakter einer demokratischen Regierung (ḥukūma dīmūqrāṭīya) gehabt habe und eine rein „weltliche Führung“ (riʾāsa dunyawīya) gewesen sei, im Laufe der Zeit jedoch zu Despotismus verkommen sei. Die ersten beiden Bände zu Abū Bakr und seinen bedeutenden Zeitgenossen, sowie zu ʿUmar ibn al-Chattāb schloss er bis zum Anfang des Jahres 1902 ab. Da währenddessen sein früheres Nervenleiden wiederkehrte, musste er die Publikation des dritten Bandes, der den Zeitgenossen von ʿUmar ibn al-Chattāb galt, bis zum Jahre 1903 aufschieben.
Immer wieder beschäftigte ihn das Thema der Schwäche der Muslime in der Gegenwart. Im Juli 1904 schrieb er dazu in der Zeitschrift al-Manār:

„Ist es nicht traurig und herzzerreißend, dass es keine einzige muslimische Nation gibt, die es mit dem kleinsten christlichen Fürstentum hinsichtlich Fortschritt und Entwicklung aufnehmen könnte. Schau, wie solche Staaten wie Bulgarien, Serbien und Rumänien, die erst kürzlich von der großen [Osmanischen] islamischen Nation abgefallen sind, die muslimische Nation überflügelt haben und zu ihren hartnäckigsten Gegnern geworden sind. Was, frage ich mich, ist der Grund dieser verheerenden und überall vorhandenen Trägheit, die die Muslime gefangen genommen hat, ihr System gestört und sie dazu gebracht hat, hinter den anderen Nationen zurückzubleiben? Christen und Buddhisten haben die Muslime im Fortschritt weit hinter sich gelassen, ihre Gegner haben sie unterjocht, und ihre Rivalen haben sie in allen Bereichen des Lebens in allen Gebieten der Welt überwunden.“

Über die islamische Frühgeschichte korrespondierte Rafīq Bey auch mit anderen arabischen Gelehrten. So hatte er 1905 einen Briefwechsel mit dem arabischen Intellektuellen Dschurdschī Zaidān, über dessen negative Darstellung der Umayyaden in seiner „Geschichte der islamischen Zivilisation“ er entrüstet war.

## Politischer Aktivismus
Im Jahre 1905 gründete Rafīq Bey zusammen mit Raschīd Ridā die „Osmanische Konsultationsgesellschaft“ (ǧamʿīyat aš-šūrā al-ʿUṯmānīya), die sich gegen Despotismus wandte und für eine Wiedereinsetzung der osmanischen Verfassung kämpfte. An dieser Gesellschaft beteiligten sich neben Arabern auch Türken und Armenier. Rafīq Bey wurde zum Schatzmeister der Gesellschaft gewählt, während Raschīd Ridā als Vorsitzender ihres Leitungskomitees fungierte. Ab Februar 1907 gab die Gesellschaft eine eigene Zeitschrift mit dem Titel „Die osmanische Konsultation“ (aš-šūrā al-ʿUṯmānīya) heraus, deren arabischen Teil Rafīq Bey redigierte, während sein Cousin Haqqī Bey für den türkischen Teil verantwortlich war.  In seinem Werk „Die islamische Liga und Europa“ (al-Ǧāmiʿa al-islāmīya wa-Urubbā), das im gleichen Jahr veröffentlicht wurde, betonte Rafīq Bey erneut die Notwendigkeit von Bildung und Freiheit und machte die Selbstherrlichkeit der Herrscher und die Abkehr vom wahren Islam für die Uneinigkeit und Schwäche der Muslime verantwortlich.
Den Putsch der Jungtürken im Jahre 1908 begrüßte Rafīq Bey in einem Beitrag für die Zeitschrift al-Manār als „glückliche Revolution“ (inqilāb maimūn), die die Möglichkeit eröffnete, die unter Abdülhamid II. eingetretene Vernachlässigung von Bildung, wirtschaftlicher Entwicklung und technischer Modernisierung zu überwinden. Die Osmanische Konsultationsgesellschaft wurde nun aufgelöst, und Rafīq Bey trat bei einer Reise nach Istanbul der Gesellschaft für Einheit und Fortschritt bei. Im gleichen Jahr beteiligte er sich an der arabischen Übersetzung des Berichts der osmanischen Gesandtschaft unter Sādiq Pāscha al-Muʾaiyad al-ʿAzm an den Negus von Abessinien.
Rafīq Bey brach allerdings bald mit der osmanischen Regierungspartei, die ihn beschuldigte, Fanatismus (taʿaṣṣub) zu verbreiten und auf diese Weise die Erneuerung der Gesellschaft und der osmanischen Institutionen zu verhindern. Er verurteilte öffentlich den Hochmut und die nationalistische Arroganz der jungtürkischen Führungskader, die er als „nicht-demokratische Nationalisten“ betrachtete. Im Dezember 1912 gründete er zusammen mit Raschīd Ridā, Muhibb ad-Dīn al-Chatīb und einigen anderen muslimischen und christlichen Persönlichkeiten die „Osmanische Partei für administrative Dezentralisierung“ (Ḥizb al-lā-markazīya al-idārīya al-ʿUṯmānī), die offen für eine arabische Autonomie innerhalb des Osmanischen Reiches eintrat, es gleichzeitig aber auch als notwendig ansah, den Osmanischen Staat gegen auswärtige Aggressionen zu verteidigen. Rafīq Bey fungierte selbst als Vorsitzender des Leitungsgremiums der Partei und eröffnete in dieser Eigenschaft am 1. Mai 1913 eine Konferenz im Hotel Continental in Kairo, an der mehr als 200 syrische und türkische liberale Intellektuelle teilnahmen. Sie diente der Vorbereitung des ersten Arabischen Kongresses in der Société de Géographie in Paris im Juni 1913.
Noch vor dem Ersten Weltkrieg hatte sich Rafīq Bey auch schon mit dem Zionismus auseinanderzusetzen. Als im April 1914 Nachum Sokolow, der Präsident der Zionistischen Weltorganisation, gegenüber der arabischen Presse die Ziele der Zionisten erklärte, reagierte er darauf mit einem Artikel, in dem er die Klage der Araber in Syrien und Palästina über die eingewanderten Juden damit erklärte, dass diese sich in Erziehungswesen, Wirtschaft und Sprache von den Arabern absonderten, und darauf hinwies, dass die Jugend in Palästina bereits von der Idee erfüllt sei, die zionistische Bewegung zu bekämpfen.

## Zusammenarbeit mit Briten und Hāschimiten
Während des Ersten Weltkriegs entwickelte Rafīq Bey freundschaftliche Beziehungen zu den Briten, eine Zusammenarbeit mit den Franzosen lehnte er dagegen ab. Nachdem im Januar 1915 in Syrien verschiedene arabische Notabeln wegen Verrats von osmanischen Behörden gehängt worden waren, halfen Rafīq Bey und sein Cousin Haqqī Bey bei der Verbreitung eines Flugblatts in Syrien, das die Bevölkerung zur Zusammenarbeit mit den Briten aufforderte und weitere Instruktionen enthielt.
Als sich im März 1918 nach Bekanntwerden der Balfour-Deklaration die Stimmung der syrischen Intellektuellen in Syrien und Ägypten noch stärker gegen die Zionisten wendete, reiste Rafīq Bey zusammen mit vier anderen in Ägypten ansässigen Syrern nach Palästina, um mit den Zionisten zu einer Verständigung zu gelangen. Im Mai 1918 gründete er zusammen mit anderen in Ägypten ansässigen syrischen Intellektuellen, darunter Raschīd Ridā und Muchtar as-Sulh, die Partei der Syrischen Einheit (ḥizb al-ittiḥād as-sūrī). Als eine ihrer ersten Aktivitäten sandten die führenden Mitglieder dieser Partei ein Memorandum an die Britische Regierung, in dem sie sie an die Versprechen aus der Vorkriegszeit erinnerten und zur Klarstellung ihrer politischen Absichten aufforderten. Im Laufe des Jahres reiste Rafīq Bey nach Syrien, musste aber das ihm von Faisal I. angebotene Ministeramt aus Gesundheitsgründen ablehnen. Im Juli 1919 wurde er Mitglied der von Muhammad Kurd Ali neu gegründeten „Arabischen Wissenschaftlichen Akademie“ (al-maǧmaʿ al-ʿilmī al-ʿArabī) von Damaskus.

## Erneute Auseinandersetzung mit der islamischen Geschichte
Nach dem Zusammenbruch von Faisals Herrschaft kehrte Rafīq Bey nach Kairo zurück. Dort hatte er 1923 eine Kontroverse mit dem ägyptischen Intellektuellen Tāhā Husain über die Aufgabe der modernen arabischen Geschichtsschreibung. Ausgangspunkt des Streites war eine Folge von Aufsätzen zur Geschichte der arabischen Literatur, in der Tāhā Husain die Ansicht vertrat, dass der Zerfall des Umayyadenreichs und die Entstehung des Abbasidenreichs in einem „Zeitalter des Zweifels, der Frivolität und des Zynismus“ stattfand. ʿAzm beschuldigte Tāhā Husain daraufhin voreiliger, ungerechter Urteile über die ersten Jahrhunderte der islamischen Geschichte, die Gegenstand des Stolzes der Araber sein müssten. In seinen letzten Lebensjahren entwickelte Rāfiq Bey die Idee einer Arabisch-Islamischen Liga (Ǧāmiʿa ʿArabīya Islāmīya), die als ein Instrument für den Kampf gegen den westlichen Kolonialismus dienen sollte. 1925 erschien sein letztes Buch, „Geschichte der islamischen Politik“ (Taʾrīḫ as-siyāsa al-islāmīya), in dem er die Geschichte der islamischen Politik in vier große Zeitalter (ʿuṣūr) einteilte: 1.) Islamischer Aufstieg (at-taraqqī al-islāmī), 2.) Stagnation (wuqūf), 3.) Niedergang (inḥiṭāṭ), und schließlich 4.) Neues Wachstum (an-našʾa al-ǧadīda). Das Werk blieb jedoch unvollendet.